# Здзіслав Штібер
Здзі́слав Шті́бер (пол. Zdzisław Stieber, *7 червня 1903 — † 12 жовтня 1980) — польський мовознавець і філолог родом з Щакової на заході від Кракова (зараз район м. Явожно).

## Біографія
По закінченні Краківського університету (1931) професор Львівського (з 1937), Лодзького (1945 — 52) і Варшавського (1952 — 67) університетів, дійсний член Польської АН (1971), від 1956 керівник Інституту Слов'янознавства ПАН. Штібер сполучав фонологічно-структурний підхід у дусі празької школи з філологічними і лінгвогеографічними зацікавленнями. Крім численних праць з історії, діалектології й структури польської, словацької, чеської, лужицької й російської мов, важливі праці з українського мовознавства, в центрі яких стояли дослідження лемківських говірок та їх генези; нарис топономастики Лемківщини в двох частинах (1948, 1949), діалектний атлас Лемківщини в 6 випусках, 416 мап (1956—1964), матеріали для якого він зібрав особисто в 72 пунктах під час своїх експедицій до області в 1934-1935 роках, і низка статей, більшість яких увійшла до його збірки статей «Swiat jezykowy Slowian» (1974). Туди ж включено дві його праці про загальні українські проблеми: про рефлекс праслов'янського *dj і про паралелі між украйнськими і горішньолужицькими у рефлексації /о/ в новозакритих складах.